# 獅子のごとく
『獅子のごとく』（ししのごとく）は、1978年8月21日にTBS系列で放送された3時間テレビドラマ。森鷗外を主人公として、江守徹が主演した作品。

## 概要
- 1970年代は、明治の元勲を主役としたドラマがいくつか作られたが、この作品は同様の流れのうちの一作。軍人(医官)として、また作家として生きた森鷗外を主役に据えている。鷗外の小説『舞姫』に関するエピソードや、彼自身が直面した心の赴くままに生活出来ない家庭人としての苦悩、乃木希典夫妻との交流、乃木夫妻の明治天皇に対する殉死のさまを織り交ぜ、自分のアイデンティティと向き合い、明治から大正を駆け抜けて生きたひとりの文豪の生涯を精細に描いたものでもある。
- のちビデオ化され、佐々木守によるノベライゼーションも刊行された（1978年8月、集英社より『獅子のごとく』として刊行）。
- 1980年のNHK大河ドラマが『獅子の時代』(山田太一作)で、どちらにもタイトルに獅子が付くが、大河ドラマは幕末維新から自由民権時代を舞台にしたもので、全く内容は異なる。

## キャスト
- 森鷗外（林太郎）：江守徹（少年期：前田晃一）
- エリス（鷗外の恋人）：ペギィ・ベルラティ
- 森登志子（鷗外の先妻）：桂木梨江
- 森しげ子（鷗外の後妻）：十朱幸代
- 森於菟（鷗外の長男）：斉藤康彦
- 森茉莉（鷗外の長女）：岸本加世子（少女期：松下実加、島津啓子）
- 森不律（鷗外の次男）：田代英智（子役）
- 森清子（鷗外の祖母）：原泉
- 森静男（鷗外の父）：織本順吉
- 森峰子（鷗外の母）：小山明子
- 森篤次郎（鷗外の弟）：三ツ木清隆
- 森喜美子（鷗外の妹）：竹下景子
- 小金井良精（喜美子の夫）：中野誠也
- 登志子の父：保科三良
- 登志子の母：松浪志保
- 荒木博臣（志げの父）：信欣三
- 賀古鶴所（鷗外の親友）：緒形拳
- 乃木希典：米倉斉加年（青年期：田中健）
- 乃木静子：南風洋子
- 馬場サダ子（乃木静子の姉）：田代信子
- 石川啄木：国広富之
- 与謝野晶子：浅茅陽子
- 与謝野寛：寺田農
- 北原白秋：伊藤高
- 平出修：山本亘
- 上田敏：木村元
- 佐佐木信綱：石山雄大
- 金田一京助：佐藤仁哉
- 宮下太吉：泉谷しげる
- 管野スガ子：中島葵
- ナウマン博士：ミヒャエル・ベアマン
- 西周：永井智雄
- 石黒忠悳：成田三樹夫
- 小池正直：新田昌玄
- 児玉源太郎：中谷一郎
- 山県有朋：丹波哲郎
- 広沢博士：沼田曜一
- 刑事：長谷川弘
- 鷗外の副官：船水俊宏、木下陽夫
- 乃木の副官：大江徹
- 櫟曹長：小池雄介
- 萩の乱の若者：平泉征
- 萩の乱の上官：平松慎吾
- 萩の乱の部下：若杉透、直木悠
- 森家女中：津山登志子
- 岩田凡平（乃木夫妻の検死官／声）：岡村春彦
- 啄木の母（声）：長岡輝子
- ナレーション：北村和夫

## スタッフ
- 制作：テレビマンユニオン、TBS
- 演出：今野勉
- 脚本：佐々木守、今野勉
- 音楽：コスモスファクトリー
- プロデュース：村木良彦、近藤久也

## 主題歌
- たそがれマイ・ラブ - 大橋純子 / レーベル：フィリップス・レコード / 規格品番：FS-2105

## 参考
- 『獅子のごとく』ビデオ